# Plaza de Carrasco
La plaza de Carrasco es un espacio público de la ciudad española de Segovia.

## Descripción
La plaza, cuyo título es de inspiración incierta, se encuentra encerrada entre la calle de la Plata, la de Cantarranas y la del Rancho. Aparece descrita en Las calles de Segovia (1918) de Mariano Sáez y Romero con las siguientes palabras:

Carrasco (Plazuela de).—Está situada entre las calles de la Plata y del Rancho. En el rótulo de esta explanada se lee indebidamente Plaza en vez de Plazuela, pues aunque a primera vista parece igual, no es así y si bien no afecta ello a la economía ni higiene de la Ciudad, demuestra poco cuidado en la redacción de las lápidas. Plazas no hay más que dos en Segovia: la Mayor y la del Azoguejo y últimamente la del Alcázar; las demás son plazuelas y así se nombran sitios más importantes que la de Carrasco. El título de Carrasco, ya antiguo, no pudiendo por tanto referirse a ningún Carrasco de estos tiempos, como pudiera ser D. Adolfo Carrasco, el redactor del notable «Almanaque de Segovia de 1868», es debido sin duda a alguna persona que así nombrado o apodado viviera por dicho paraje y el vulgo le acostumbrase a llamar de ese modo. También puede venir el nombre, de carrasco, leña seca hecha de ramas, que procedente de los pueblos se vendiera en dicho sitio.
(Sáez y Romero, 1918, p. 32)